# Чумак Никифор Васильович
Ники́фор Васи́льович Чума́к (1892 — 23 березня 1938) — керівник Шишацької капели бандуристів, вільний художник-кустар, бандурист.

## Життєпис
Вчитель Федора Глушка. У 1919 року брав активну участь у Дубчаківському повстанні (Миргородський повіт). Уперше заарештовано 7 червня 1931 р. за «контрреволюційну діяльність, контрреволюційну агітацію» згідно зі ст. 54-10 КК УРСР. Судовою трійкою при Колегії ОДПУ УСРР 21 лютого 1932 засуджено на 3 роки заслання. Після відбуття покарання проживав у смт Шишаки.
Никифор Чумак також проходив у справі Сологуба В. Г. У т. зв. «Справі Чумака Н.-Зайця М.» проходило 41 чоловік, — переважно, як зазначено в протоколах, «знайомі Чумакові бандуристи та кобзарі».
Згідно з ухвалою Особливої трійки Полтавського обласного НКВС від 21-23 березня 1938 року вирок у справі № 11924 за ст. 54-10, 54-11 КК УРСР та ухвалою виконано 23 березня 1938 року о 23-00. Долю Зайця Миколи Мартиновича у справі не визначено, хоча вирок він отримав, як і всі зазначені особи, проте позначки про його виконання у справі немає. Більшість із указаних осіб мала в різні часи причетність до бандурницької справи, і, зокрема, до Шишацької капели.